# Santa Dica de Goiás
Benedicta Cypriano Gomes (Lagolândia, 17 de janeiro de 1903 – Goiânia, 9 de novembro de 1970)  conhecida como Santa Dica, foi uma líder religiosa e comunitária brasileira. Sua atuação no início do século XX, no distrito de Lagolândia, município de Pirenópolis, Goiás, está associada a um movimento messiânico que combinava práticas religiosas, organização social e resistência política.

## Biografia

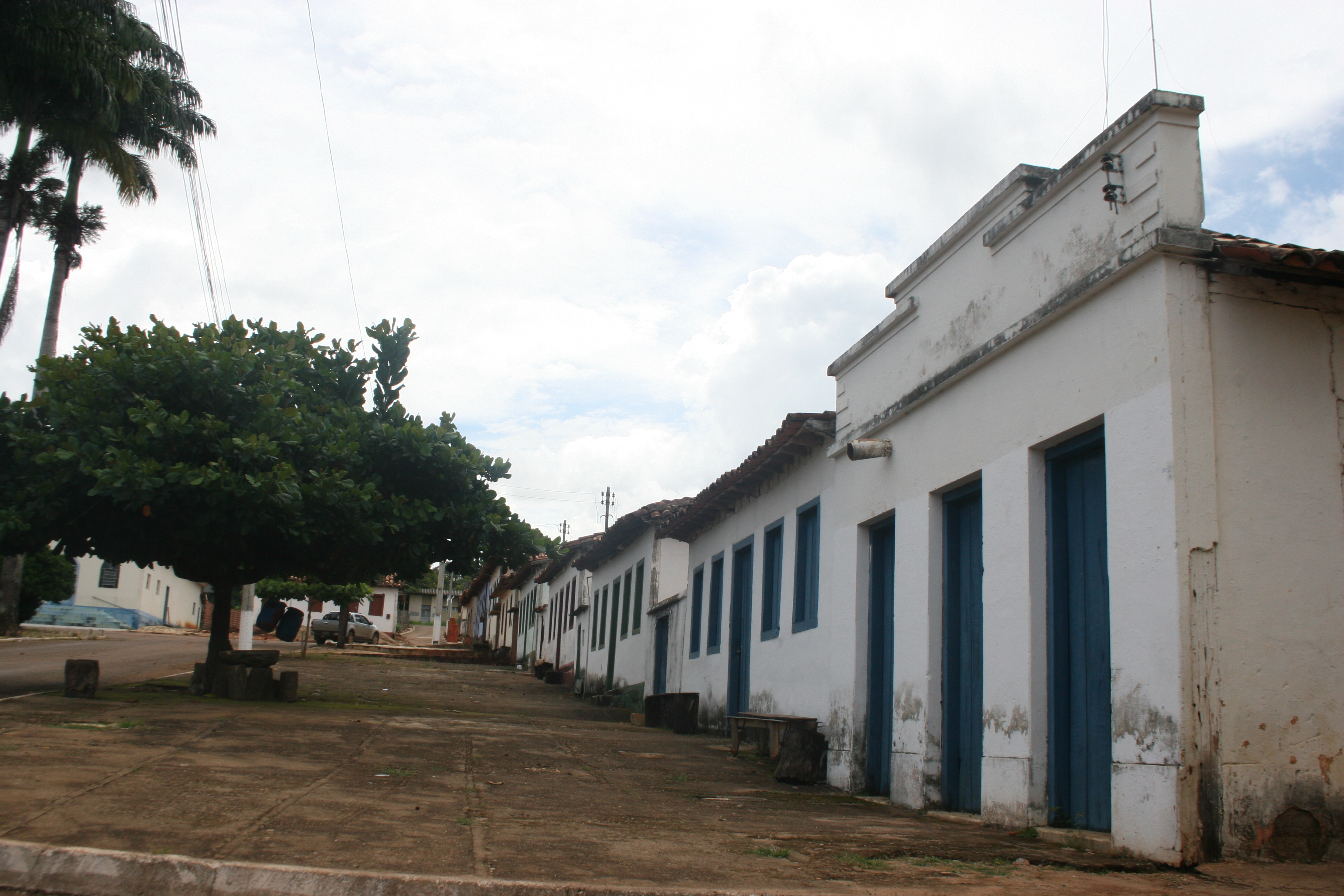
Praça de Lagolândia

Benedita Cipriano Gomes nasceu em 17 de janeiro de 1903 na Fazenda Mozondó, localizada na região do Rio do Peixe, a cerca de 40 km de Pirenópolis. Filha mais velha de oito irmãos, Benedita cresceu em um ambiente rural marcado pela pobreza e pela forte religiosidade católica. Desde jovem, sua vida foi marcada por eventos considerados sobrenaturais. Aos sete anos, após ser declarada morta devido a uma doença grave, teria "ressuscitado" durante o velório. Este episódio consolidou sua reputação como figura santa na região e atraiu fiéis que buscavam suas curas e bênçãos.
Com o passar dos anos, Dica começou a atrair seguidores que buscavam suas orientações espirituais. Ela afirmava receber mensagens de anjos e realizava rituais religiosos que mesclavam elementos do catolicismo popular e do espiritismo. Sua liderança carismática levou à formação de uma comunidade em torno dela no povoado que seria conhecido como Lagolândia.

## O Movimento Messiânico
O movimento liderado por Santa Dica iniciou-se em 1923. A comunidade organizada por ela apresentava características inovadoras para o contexto rural brasileiro da época:
- Uso comum da terra: As terras eram divididas entre os membros da comunidade, com produção compartilhada.
- Abolição de impostos e dinheiro: A economia era baseada no trabalho coletivo e na troca direta.
- Ritos religiosos híbridos: espirituais combinavam elementos do catolicismo popular com o espiritismo.[5]

Estima-se que cerca de 15 mil pessoas tenham aderido ao movimento entre 1923 e 1925. A comunidade também formou um exército para proteger Santa Dica e seus ideais. O povoado chegou a ser chamado de "República dos Anjos" devido à organização comunitária e ao caráter espiritual do movimento.

### Conflito com as Autoridades
O crescimento do movimento chamou a atenção das autoridades locais, da Igreja Católica e dos coronéis da região. A liderança carismática de Santa Dica foi vista como uma ameaça à ordem social estabelecida. Em outubro de 1925, ocorreu uma intervenção policial no episódio conhecido como "Dia do Fogo". Durante o confronto, dezenas de pessoas foram mortas ou feridas. Relatos populares afirmam que as balas disparadas contra Santa Dica não a atingiam ou caíam ao chão transformadas em grãos de milho.
Santa Dica foi presa após o confronto e condenada a um ano de prisão sob acusações relacionadas à saúde pública e desordem social. No entanto, foi liberta antes do término da pena devido à pressão popular. Apesar disso, o movimento sofreu forte repressão e perdeu força nos anos seguintes.

## Atuação Política
Além de sua liderança religiosa, Santa Dica teve participação política significativa. Durante a Revolução Constitucionalista de 1932, ela liderou um grupo armado composto por centenas de homens. Sua tropa ficou conhecida por sua disciplina e dedicação. Relatos populares atribuem vitórias militares a intervenções milagrosas realizadas por ela.
Santa Dica também exerceu influência política local ao lado do jornalista Mário Mendes, com quem se casou em 1928. Mendes chegou a ser eleito prefeito de Pirenópolis em 1934 com apoio dela.

## Morte e Legado
Santa Dica faleceu em 9 de novembro de 1970 em Goiânia após complicações médicas decorrentes de uma cirurgia no intestino. Foi sepultada sob uma gameleira em Lagolândia, conforme seu desejo. Seu túmulo tornou-se local de peregrinação para fiéis e admiradores. 
O legado de Santa Dica continua vivo na memória coletiva da região e é objeto de estudos acadêmicos sobre movimentos messiânicos no Brasil. Em Lagolândia, um busto foi erguido em sua homenagem na praça central. Sua história é frequentemente comparada a outros movimentos messiânicos brasileiros, como Canudos e Contestado.
1. 1 2  Silva, Maryana Stefany Mello (2021). «O conceito de santidade no Movimento de Santa Dica (1923-1925)». Anais dos Simpósios da ABHR. ISSN 2237-4132. Consultado em 14 de janeiro de 2025
2. ↑  Silva, Jeane das Graças Araujo (31 de agosto de 2005). «Santa Dica ou Reduto dos Anjos: uma visão psico-social». Consultado em 14 de janeiro de 2025
3. ↑  «História – Movimentos Messiânicos no início da República. – Conexão Escola SME». Consultado em 14 de janeiro de 2025
4. ↑  Vasconcellos, Lauro de. «O encantamento do mundo ou coisa do povo: um estudo de movimento social religioso em Goiás - Santa Dica». Consultado em 14 de janeiro de 2025
5. ↑  GO, Vanessa MartinsDo G1 (8 de março de 2017). «Conheça a história de três mulheres goianas que se tornaram mitos». Goiás. Consultado em 14 de janeiro de 2025
6. 1 2  Filho, Robson Rodrigues Gomes (22 de dezembro de 2014). «Santa Dica de Goiás: o germinar de um movimento messiânico (1923-1925)». REVHIST - Revista de História da UEG (2): 128–146. ISSN 2316-4379. Consultado em 14 de janeiro de 2025
7. ↑  Silva, Letícia Queiroz; Souza, Rildo Bento de (1 de agosto de 2024). «Messianismos no sertão: um estudo comparativo entre Canudos (BA) e Santa Dica (GO)». Mosaico (25): 398–421. ISSN 2176-8943. doi:10.12660/rm.v16n25.2024.90955. Consultado em 14 de janeiro de 2025
8. ↑  Manhã, Diario da (12 de abril de 2023). «Saiba quem foi Santa Dica, que inspira filme exibido em Goiânia | Diario da Manhã». Diário da Manhã. Consultado em 14 de janeiro de 2025
9. ↑  «A Messias de Goiás». SECOM - Secretaria de Comunicação. Consultado em 14 de janeiro de 2025
10. ↑  Bragança, Ubirajara. «"SANTA DICA" DE GOIÁS E A "REPÚBLICA DOS ANJOS": FÉ, TRABALHO, VIOLÊNCIA E. MANIPULAÇÕES POLÍTICAS NA REGIÃO CENTRAL DO BRASIL» (PDF). Associação Nacional de História. 2º Encontro Internacional História & Parcerias. Consultado em 14 de janeiro de 2025
11. ↑  «Coluna | As histórias que não nos contaram». Brasil de Fato - Distrito Federal. 10 de setembro de 2021. Consultado em 14 de janeiro de 2025
12. ↑  Siqueira, Vilson. «SANTA DICA: RELAÇÕES DE GÊNERO EM LAGOLÂNDIA GOIÁS NA PRIMEIRA METADE DO SÉCULO XX» (PDF). PONTIFÍCIA UNIVERSIDADE CATÓLICA DE GOIÁS. Consultado em 14 de janeiro de 2025
13. ↑  Françozi, Marcos Paulo; Melo, Danilo Souza (24 de abril de 2018). «De Santa Dica ao MST: a luta pela terra em Goiás». ACTA GEOGRÁFICA (28): 47–63. ISSN 2177-4307. doi:10.18227/2177-4307.acta.v12i28.4505. Consultado em 14 de janeiro de 2025
14. ↑  Honesto, Éder (23 de setembro de 2020). «Do exílio a símbolo cultural : a construção do ícone "Santa Dica" em Goiás». Consultado em 14 de janeiro de 2025